# Silnice II/392
Silnice II/392 je silnice II. třídy, která vede z Velkého Meziříčí do Tulešic. Je dlouhá 45 km. Prochází dvěma kraji a třemi okresy.

## Stavby
V roce 2023 byl v Jasenici opraven most silnice II/392.

## Vedení silnice

### Kraj Vysočina, okres Žďár nad Sázavou
- Velké Meziříčí (křiž. II/602)
- Petráveč
- Dolní Heřmanice (křiž. III/3922)
- Tasov (křiž. II/390, III/3923, III/3924, peáž s II/390)

### Kraj Vysočina, okres Třebíč
- Čikov (křiž. III/3926, III/3995)
- Jasenice
- Pucov (křiž. III/3928)
- Jinošov (křiž. II/399, III/3956, peáž s II/399)
- Otradice (křiž. III/3994)
- Kralice nad Oslavou (křiž. I/23)
- Březník (křiž. III/39212)
- Kuroslepy (křiž. III/39213)
- Mohelno (křiž. III/39214, III/3935, III/39217, III/39219)
- Dukovany (křiž. II/152, III/15248)

### Jihomoravský kraj, okres Znojmo
- Horní Dubňany (křiž. III/4131, III/39220)
- Tulešice (křiž. II/396, III/39221)